# 技術者
技術者（ぎじゅつしゃ、英: engineer）は、専門の技術を備えるもしくは、工学に関する専門的な才能や技術を持った実践者のことである。

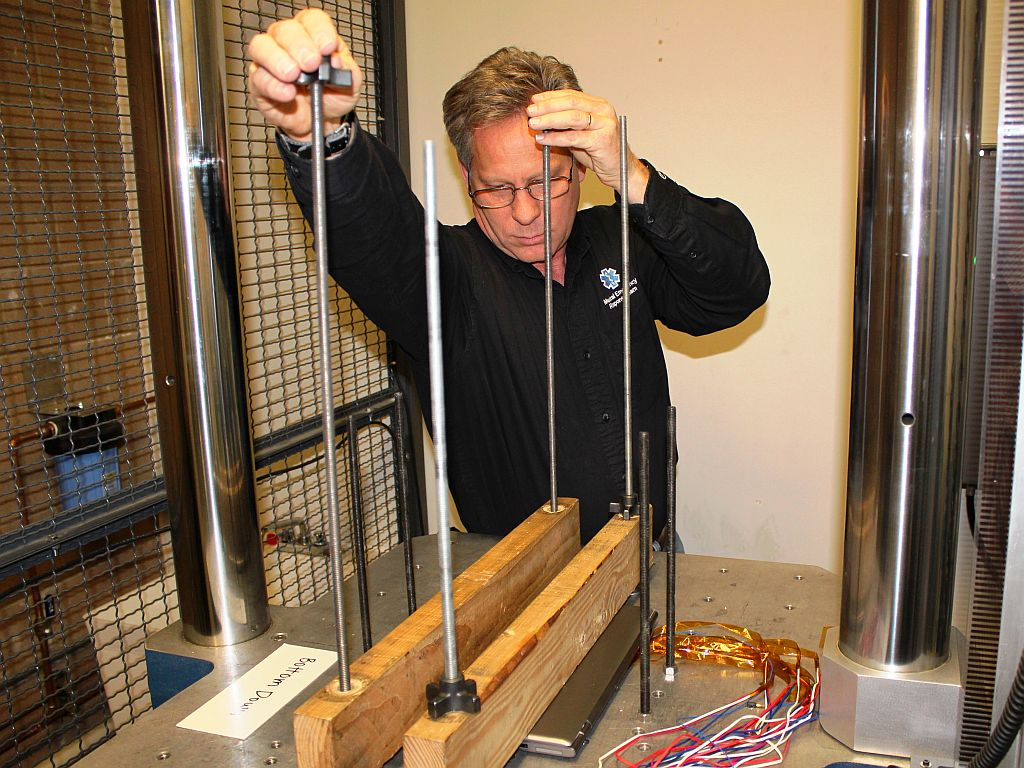
Intelの開発技術者が、油圧プラットフォームを使用してコンクリートへの落下モデルを構築し、機械的衝撃のテストをしている様子。

なお日本においては、名称独占資格である「技術士」英:  Professional Engineer（プロフェッショナル・エンジニア）および「技能士」英:  Technician（テクニシャン）と違って、名称独占資格ではなく明確な定義のない呼称でもある。
実際的に、スキルを持つものの呼び名として呼されるため、工学以外の技術・tech（テック）分野も含め広く用いられている。
技術者に対応する英語として、または同じ意味合いの外来語として、エンジニア (engineer) の呼称も用いられる。ただし、一般的な語の対応としては、「工学」が「エンジニアリング」で「技術」が「テクノロジ」であるため、どう対応あるいは同じなのかは微妙である。ウィキペディア日本語版では工学者の記事を、工学分野の研究者の記事としている。
また、日本以外の国においては「エンジニア」の称号には工学士の学位が必要とされるなど明確な制限がある場合が多く、日本語での「技術者」「エンジニア」は、こうした国においては別の職種とみなされる「テクニシャン」（技能者）に相当することも多いため注意が必要である。ただし、研究所によってはエンジニアの上位の者をテクニシャンと呼んだり、定型的な技能で作業をする者を「ラボラトリーエンジニア」と呼ぶ。
また別の類義語として「技師」や「技士」も存在するが、こちらは日本では役職名や資格名に用いられることが多い（例、臨床工学技士、臨床検査技師、診療放射線技師、施工管理技士）。

## 概説
技術者は製造業一般、サービス産業など製品やシステムなど、また農林水産分野など、モノやことを生み出される、生産が伴う、あるいはその逆に、モノやことを消す（有害物質の無害化など）あるいは廃棄物処理などといった言わば生産の逆工程など、あらゆる技術が必要な場面に、技術者は存在している。
通常、工学（機械工学、電子工学、情報工学、化学工学など）や理学（数学、物理学など）にまつわる知識について、知識だけではなくそれを実践できる能力を持ち、有用な物・工程・システムなどを設計・開発・製造する。
20世紀後半以降、物のなかには具体的な実体をもつハードウェアだけでなく、コンピュータプログラムのようにして手順などといった形態で具体性をもつ「モノ」も含まれる（アルゴリズムの歴史としてよく挙げられるユークリッドの互除法のことを考えれば、20世紀後半よりは二千数百年程度以前からだが）。また、製造に限らず、製造されたものを正しく動作させるための運用・保守に関わる職種も（産業革命の時代の機械の運用者の頃、あるいはそれ以前の「エンジニア」の語義が「工兵」だった頃から）技術者に含まれる。

## 各種の技術者
技術者は製造業一般、サービス産業など製品やシステムなど、また農林水産分野など、モノやことを生み出される、生産が伴うすべての産業に存在している。   
電気工学分野に電気技術者、機械工学分野に機械技術者などと工学分野の数だけ分野ごとの技術者が存在し、自動車技術者、銃器設計者、情報技術者、鉄道技術者、土木技術者などとテクノロジー産業ごとに技術者が存在する。またそれぞれの分野ごとに、調査計画から分析、設計から製作や施工という一連の工程においてそれぞれ技術者が存在するほか、製品の品質管理、維持管理、製造のための設備保守、メンテナンス、ものの修理修繕および修復、施設の運営のためといった業務などに従事する技術者も数多い。   
技術者の一例としてパンや菓子を製造する製パン・製菓技術者、被服分野の縫製技術者、洋服など仕立ての技術者、ボウリングのドリラー、照明技術者、環境分析技術者、環境保全技術者、搭乗運用技術者、農業技術者、森林・林業技術者、食品製造に従事する食品技術者、和装式服のしみ抜き技術者、細菌検査技術者、レントゲン技術者、検品技術者、ビル管理技術者（建築物環境衛生管理技術者、ビル管理士、ビル管理者試験）などといった具合で様々である。   
さらにはメカニック、そして汎用機オペレータ、CADオペレータなどの「オペレーター」やコンピュータ技術者としてシステム監査技術者、ソフトウェア開発者もソフトウェア技術者という技術者であるほか、コンピューター分野のプログラマー、デザイナーも、他に、ピアノ調律師、楽器製作者、PAミキサー、MAミキサーなど、さらに医療分野の義肢装具士、歯科技工士なども技術者と認識される。
また、技術部門以外の接客業などにおいても「接客技術者」のように技術者という表現を使うケースがみられる 。
その他公務員として奉職する各種の技術者、例えば技術陸曹・海曹・空曹など特殊な任務を負う技術者も存在するほか、宇宙飛行関係者や宇宙飛行士、消防士、警察官（例えば交通管理分野の技術者）などでも、技術者の場合がある。

## 技術者の定義と実情
「技術者」という呼称に明確な定義は存在しないが、国語辞典『デジタル大辞泉』では技術者を「科学上の専門的な技術をもち、それを役立たせることを職業とする人。技術家」と記述している。
技術者に対応する英語としては「エンジニア」が用いられる。「エンジニア」は、直訳するとエン＝拡大する・実践するの接頭語、ジーニア＝才能ある人・閃く人の意で、エンジニアリングに対応する語句である。エンジニアリングが工学と翻訳されることからエンジニアを「工学者」とする場合もあるが、日本語においては「技術者=エンジニア」とされることが多い。

### 技術者と技能者
技術者に類似した概念に「技能者」がある。技能者とは、機械の組み立てや精密加工などの、ものづくりの実作業を担当する者を指す。専門知識を応用して成果を出すことは求められない反面、極めて高度な技能が要求されることから、伝統的な職人の概念に近い。技能者の国家資格に技能士がある。ただし技術者は試作といった作業の必要性から、実質的に技能者であることを求められることもあり、優れた技術者は同時に優れた技能者であることが多い。
技能者に対応する英語としては「テクニシャン」が用いられる。テクニシャンは、マニュアルなどにより定められた経験的な実務を行う職種で、新たな問題に挑むエンジニアとは明確に異なる職種とみなされる。エンジニアの指示のもと、エンジニアの補助や実務を行う人々と称されることもあり、例えばアメリカにおいてはエンジニアとテクニシャンでは給与体系も大きく異なり、エンジニアがテクニシャンの仕事をすることは通常ない。
またエンジニアとテクニシャンの中間のポジションとして「テクノロジスト」という職種も存在する。テクノロジストに対応する日本語の定訳は存在せず、日本においては技術者の一部とみなされている。

### 技術者と職階
企業の一部には、下記の技術者の職階を有することが多い（組織によって名称や階級は一部変わる。）。また旧内務省では、技師・主任技師（現行の技官に相当）という職階が存在していた。
一例として、所長（または工場長） 技師長（所長級技術者） 副所長（または副工場長） 主幹技師（部長級技術者） 主任技師（課長級技術者） 技師（係長級技術者）技師補 など。
組織に所属する技術者は、職場においては横断的に仕事をこなすため、明確な職名が存在しないことが多い。

### 技術者と科学者
ヨーロッパでは研究者の方が工学技術者より格上であるという風潮がある。これは、もともと貴族が趣味として自然科学を探求し、先導してきた歴史背景があるためと言われ、実際、応用技術より基礎研究に対する関心が強い。
逆にこのような歴史的背景が存在しないアメリカでは、社会での実践を担う技術者（エンジニア）は大きな影響力を持つため地位が非常に高く、管理職（マネージャー）よりも重視される。指導者的な役割を果たすことが期待され、最高経営責任者（CEO）の多くが技術者出身となっている。国内では、学会と社会が断絶構造となっているため、社会的に科学者は名誉しか存在しない。また技術者は手先の器用な低級労働者として認知されている。
近年では学者・研究者であると同時に技術的・実働的な作業も兼ねる現場派 の学者・研究者も増加してきている。技術者は理論的・実験的アプローチにより事前に設定された目標を達成する製品の設計・製作などを目指し、科学者は実験などから得た事象を系統的に整理し、理論体系の構築を目指す。
技術者は、産業界（主に企業）において実用的な技術を担う職務を担う一方で、研究者と言った場合、実用性以前に実現性の有無すら未知の領域を探求する職務であり、技術者とは棲み分けがなされている。技術者は主に産業界に属しているが、研究者といった場合は必ずしも属する組織が限定されない。これは産業界で必要とされる研究と学術界で価値のある研究にも差異があるためである。さらに企業における新製品の研究開発と言う場合は、研究者というより高度な技術者が必要とされる傾向が強い。
学者と言った場合、企業ではなく大学などの学術・教育機関に属している研究者を指すことが多い。これは、教育サービスを提供するがどうかも学者・研究者を区別する一つの基準であることを意味する。
公的な学術機関の場合は、学者ではなく研究者と呼称される。私企業の場合、基礎研究に近い事業に関わっている場合のみ、研究者と呼称される（例: 日亜化学工業 勤務時の中村修二）。

### 日本の建設業における技術者
日本の建設業においては、技術者という語に法律上明確な定義が存在する。建設業法第26条における「建設工事の施工の技術上の管理をつかさどるもの」というのがそれである。
日本の建設業における技術者の職務は、建設業法第26条の3において、「当該建設工事の施工計画の作成、工程管理、品質管理その他の技術上の管理及び当該建設工事の施工に従事する者の技術上の指導監督」と定義されている。建設業法を所轄する国土交通省は、「技術者とは施工管理を行う者であり、直接的な作業は基本的には行わない」との見解を示している。

## エンジニア
音楽業界においては、レコーディング・スタジオなどでレコード/CD/DVDなどの音楽制作物における音響操作系技術者である「レコーディング・エンジニア」や「マスタリング・エンジニア」の事を単に「エンジニア」と呼称及び表記する事がある。他にも補佐役のアシスタント・エンジニア、ライヴ及びコンサート会場や各種ステージなどでの音響操作担当者である「PAエンジニア」、音響機器製作を行う「オーディオ・エンジニア」、映像制作関連で画像編集などの作業を担当する「VE（ビデオエンジニア）」などがあり、その場合もエンジニアとだけ呼称及び表記されている場合がある。
音響技術者の一形態でCD-DA（CD)の制作工程においてプリ・マスタリングとよばれる作業に従事する技術者はマスタリング・エンジニアと呼ばれる。
航空従事者のうち、航空機の運航に携わる航空機関士は、航空エンジニア、フライトエンジニア(Flight Engineer,FE)とも呼ばれる。ISSフライトエンジニアなど。
また、開発現場における立場でも異なる呼称が存在し、製品等の開発責任技術者をチーフエンジニア、企業に属していない独立したエンジニアをフリーエンジニアまたはフリーランスエンジニア、その逆で企業に所属するエンジニアをインハウスエンジニアと呼ぶ。その他フィールドエンジニア、ファクトリーエンジニア、セールスエンジニア、ゲストエンジニアとそれぞれ呼称される。技術コンサルタントとして従事しているのが、コンサルティングエンジニアであるが、これをコンサルティング技術者と呼称することはあまりない。
またバイオテクノロジーの分野に従事する技術者をバイオ・エンジニア、医療分野に従事するメディカルエンジニア、モータースポーツの世界のエンジニアはレースエンジニア、またラリーなどでのトラック・エンジニアがエンジニアと呼称される。建築分野では、構造部門の構造エンジニア、金融業ではフィナンシャルエンジニアと呼ばれるエンジニアが存在する。
コンピュータの分野では、総称してコンピュータエンジニア、コンピュータ技術者、ITエンジニアなどと呼ばれる。職種によりインフラエンジニア、システムエンジニア、プログラマ、ソフトウェア開発者、組込みエンジニア（組み込みシステムエンジニア）、ネットワークエンジニア、ウェブ・エンジニア（フロントエンドエンジニア、バックエンドエンジニア）、データベースエンジニア、カスタマーエンジニア、プロジェクトマネージャなどもある。その他ナレッジエンジニアについてはエキスパートシステムを参照。
生態系エンジニアは、特定の職業人物を表しているのではなく、生物分野のたとえで、エンジニアのような生物、の意味である。ある生物をエンジニアに見立てて呼称している。
シビルエンジニアは建設分野のエンジニアのことであるが、日本では土木分野の技術者の意味で呼称されている。エンジニア・アーキテクトは日本では建築分野の構造家にあたる。

### インハウスエンジニア
従来は、事業者おいて技術者を雇い、事業を支える設備の維持管理を事業者自身が行うことが多かった。この種類の技術者をインハウスエンジニアという。その上で、法定検査等、ノウハウに乏しく対応出来ないものについてはインハウスエンジニアが外部と交渉して委託するという体制を取っていた。他にも「ラボラトリーエンジニア」という呼び方もある。
近年日本で起きた原発事故でみるとおり電力などエネルギー業界等の管理施設では、施設を所有する管理者側のエンジニアと、必要に応じ委託を受けて業務に当たるエンジニアと多重構図をなしている。
昨今では事業者内の技術者はコスト削減の大号令の中でどんどん削減され極端な場合は廃止し、すべてを外部の業者に任せるといった形態になりつつある。
建設業界では、建設サービスの高度化時代、詳細設計は施工業者に設計担当のインハウスエンジニアを抱え、設計を行う場合も多々ある。
IT社会になってからは、デジタルトランスフォーメーションの機運が高まり、社内SEが急速に増え続けている。
技術公務員
官庁にいる技術公務員、インハウスエンジニアは官庁技術者と呼ばれる。日本の場合こうした技術者が、本庁出先あわせ中央官庁内の他地方公共団体、公団や公社、特殊法人、官庁外郭団体である公益法人等々でおり、また組織外からの出向者も多々おり、多重構造をなしている。
日本の公共調達法は明治期の官直営方式時代からの枠組みを戦後もなんとか変化する時代の要請に合わすべく運用面で対処し、会計法規を裁量解釈、拡大解釈で進めてきた経緯がある。戦後は各種技術コンサルタントを誕生させ、官庁での技術業務のアウトソーシングを進ませ、その後も世界中でも官の技術の民間への移行も加速化して進み、官庁技術者集団のスリム化を進行させた。日本においては官内技術者集団でなければ基本的に実施しえないあるいは法規上なければいけない技術業務以外は、今日民間の技術・能力が、実績が積まれ向上していったという経緯がある。
『建設産業事典』（2008年、建設産業史研究会、鹿島出版会）の巻末に掲載されている「用語解説」Technical terminology、インハウスエンジニア（官庁技術者）の項で、旧建設省出身の松浦茂樹東洋大学国際地域学部教授が、社会基盤整備工事にともなう土木事業などは、直轄での河川、砂防、海岸、多目的ダム、国道系道路、国営都市公園、港湾、空港など国土整備と、交通施設整備を担当する国土交通省を中心に上水を担当する厚生労働省、発電工業用水を担当する経済産業省などに工学技術職の技官がおり（その他は文部科学省の文部技官として教育施設の営繕など担当や、農林水産省などの農業土木系・林業土木系・水産土木系の施設を扱うさらには防衛施設庁、警察庁や機構等と、他に各省庁研究所などの研究職での技官がいる）、国土交通省でみると、本省では河川局、道路局、港湾局、都市整備局を中心に配置され、各局長、都市整備局では下水道部長らは、土木技官であり、全国の出先機関として8つの地方整備局や北海道開発局に配属される大多数の技官から技術系の部の部長や局長も技官であること、本省において局長以上の技官ポストは旧建設省の技監と旧運輸省の技術総括審議官があること、建設省発足以来事務次官は事務と交互に就任していること、この省に入省後、基本的に河川、道路、ダム、港等、背番号がつけられ、それぞれ専門家としての道を歩んでいくことを明記している。
参考
- 国土交通省ホームページ　「国土交通省直轄事業の建設生産システムにおける発注者責任に関する懇談会：中間とりまとめ」2006 年9 月
- 土木学会編　「日本土木史　昭和16 年～昭和40 年」
- 国土交通省　関東地方整備局　「オンラインマガジン50年のあゆみ　シリーズ2」
- 国土技術政策研究所　研究総務官兼総合技術政策研修センター長　西川和廣「公共工事の品質確保の取組の方向について」平成18年度
- 西川和廣「報文：インハウスエンジニアのモデルチェンジ」
- 財団法人国土技術研究センター「建設生産システムにおける品質確保のための方策検討　報告書」　平成19 年度
- 財団法人国土技術研究センター「平成18 年度　監督検査体制に関する米国調査」
- 「カリフォルニア州企業・職業法」
- 韓国建設管理研究室　先任研究員　朴煥杓　「公共事業における責任監理と建設事業管理（CM）の役割の確立による今後の中長期発展のあり方」　2007 年

## 世界のエンジニア資格
英語圏の国で名称では、チャータード・エンジニア（Chartered Engineer、CE）とプロフェッショナルエンジニア（Professional Engineer、PE） の二つの勢力がある。CEの方はイギリスでの資格のため、イギリス本土の他アイルランド、また、インド、スリランカ、オーストラリア、ニュージーランド、南アフリカ、アラブ諸国といった旧植民地で、CEが使用される。ただし旧英連邦のうちオーストラリア、ニュージーランドでの名称は「Chartered Professional Engineer」とチャータードとプロフェッショナルの言葉を重ねている。他英連邦ではカナダは隣国アメリカ合衆国同様に、PEとしている。
アメリカのPEでは多くの技術部門があるが、独占業務は日本で言う土木分野で、建築分野は構造エンジニアリングだけをPEにしている。プロフェッショナルエンジニアはアメリカの各州が州ごとに設けているエンジニアの公的資格となっており、第1グループ：①化学工学、②土木工学、③電気工学、④機械工学、⑤環境工学と第2グループ：①農業工学、②制御システム工学、③防火工学、④産業工学、⑤製造工学、⑥冶金工学、⑦鉱業／鉱物工学、⑧原子力工学、⑨石油工学 とがある。これを日本ではNPO法人日本プロフェッショナルエンジニア協会日本PE・FE試験協議会がこの資格試験を主催している。プロフェッショナルエンジニアに関連する資格は他に、FE試験と国際認定生産技術者を設けている。
ほとんどの国は技術者資格の英訳自体は「Professional Engineer」を当てている。自国語の技術者資格、例えば韓国は「技術士」、中国は「高級工程師」で英語は「Professional Engineer」としている。日本の技術士も、発足時に英名は「consulting engineer」としていたが、現在は「Professional Engineer」と表現している。
中国語では技術の職を「工程師」と呼ぶが、中華人民共和国で工程師を4段階にしており、エンジニアに相当しているのは高級工程師で、また一種の名誉称号である技術職名制度でエンジニア相当の高級工程師と、建築分野の高級建築師などが、国家工程技術職務条例で定められている。
1985年より名誉称号から仕事の独占資格に適時移行しているが、名称は従来と同様にしている。ただし、独占業務としているのはやはりアメリカや日本同様、建築、土木分野だけである。
中国では、日本の技術士総合技術監理部門と同等くらいの建設設計技術者は教授級階高級エンジニア、日本の技術士やRCCMなどと同等くらいの高級エンジニア、そしてエンジニア、副エンジニアという具合であり、専門知識人員として国家1級登記構造エンジニア、日本の建築設備士にあたる国家登記公用装置エンジニア、日本の電気設備士にあたる国家登記電気系エンジニア、国家登記の土木（岩土）エンジニア、中国政府認定の予算管理士となる国家登記造価エンジニアといった各専門エンジニアを定めている。なお、建築士に当たるものは国家１級登記建築士と国家２級登記建築士がある。
プロフェッショナルエンジニア（PE）の制度は、分野として機械の専門技術者であるメカニカルエンジニア部門、電気の専門技術者であるエレクトリカルエンジニア部門などが含まれている。
アメリカ合衆国では建設分野では早くから建築家・アーキテクトの制度を存在させているが、それと平行して、土木や建築構造全般に渡る建設エンジニアであるシビルエンジニア部門は、シビルエンジニアリング専門分野として構造エンジニアを表すストラクチュラルと地質のそれを表すソイルの各分野がある。
このストラクチュラルエンジニア（structural engineer）の資格を取る場合は、シビルエンジニア部門の資格を取った上で、さらに2年間の実務経験を積み、各自専門に関する2日間にわたる試験を受け、試験に合格する必要がある。
なお、アメリカのアーキテクト資格は日本の建築士と同様に、建築に関するすべての設計に携わることが認められるが、プロフェッショナルライアビリテイの関係上、実際には小規模建物の場合以外はすべて上記それぞれの専門家に専門分野の部分を任せるのが通常となっている。
このため、州によって異なるが、前述のシビルエンジニア資格者が建築構造の設計をする場合には制限が課せられ、一定高さ以上の建物などは、ストラクチュラル・エンジニアの関与が求められている。事実建築家には、建物の構造が確かかどうかについての責任はなく、建築構造設計技術者であるストラクチュラル・エンジニアの役割となる。
このため建築家は、構造エンジニアを呼んで、かつ建物には電気と機械系の技術者も必要となる。建築業務の場合建築家はチーム内の専門家の内のひとりであっても、建築家だけがクライアントとのやり取り把握をなす。
一方英国では、構造技術分野では、構造技術者の集まりである構造技術者協会は1908年に設立され、1934年に英国王室から正式な認知を受けた王立協会となり、会員数約22000人を有する世界的構造エンジニアの組織となっている。また、英国では建築の見た目の意匠から一歩踏み込み、ファサードデザインと統合させようとする「ファサード・エンジニア」というエンジニアもおり、多岐にわたるエンジニアリングを結集させ構造・構法や材料、設備の選択に際して耐久性や地球環境に配慮し、かつ居住環境や都市環境に良い影響を与えることを目的としている。

## 世界における技術者の称号
大陸ヨーロッパやラテンアメリカの幾つかの国やトルコなどでは、工学技術者の称号は工学部の学位を持っている者に限り許されている。例え職歴が十分であっても、それ以外の者が使用する事は違法である。
イタリアでは、工学部の学位を持っている者以外では、プロフェッショナルとしての能力試験（Esame di Stato）を課し、これを通過した者がその称号を許される。
ポルトガルでは、プロフェッショナルな技術者の称号と、認定されるその工学学位は「Ordem dos Engenheiros」によって認定されている。
チェコ共和国においては、技術者の称号（lng.）は、化学、工学、さらには歴史的事情により経済学で学士か修士を修めたものに与えられる。
アメリカの全ての州、カナダ、そして南アフリカでは、幾つかの技術者の称号の使用を、法によって規制している。特に"Professional Engineer"、さらに工学分野から派生した工学、例えば土木工学や機械工学専門技術者に対する称号等を規制している。アメリカの州でほぼ全てにおいて、無許可の者が「技術者」を称する事等を禁じている。
IEEEの公式な見解は、工学学位を持ち、十分な技術者としての経験を持った者等が技術者である、としている。

### 技術資格者
技術資格者という名称もあり、例として交通工学技術者の資格として、日本では交通工学研究会認定交通技術資格者TOP（Traffic Operations Practitioner certified by JSTE）、交通工学研究会認定交通技術上級資格者TOE（Traffic Operations Engineer certified by JSTE）がある。
米国ではPEとは別にPTOE(Professional Traffic Operations Engineer)があり、全国レベルの資格制度として1999年1月に第1回の資格試験が行われている。資格の認証は，米国交通工学会(ITE)の関連組織であるTPCB(Transportation Professional Certification Board, Inc.)という独立の非営利団体(NPO：nonprofit organization)が行っている。